# شارل باسكوا
شارل باسكوا (بالفرنسية: Charles Pasqua) رجل سياسة فرنسي ولد 18 أبريل 1927 بغراس (إقليم الألب البحرية) وتوفي في 29 يونيو 2015 (88 سنة)
```
بسورينس (
هوت دو سين
)
```

في سن 15 عاما انضم إلى المقاومة الفرنسية ثم شارك في تأسيس جمعية مساندة للجنرال شارل ديغول. استقر سياسيا بأو دو سين سنة 1968 ليمثلها لاحقا كنائب في الجمعية الوطنية ثم سيناتور في مجلس الشيوخ ثم رئيسا للمجلس الإقليمي لأو دو سين.
شارك في تأسيس حزب التجمع من أجل الجمهورية (Rassemblement pour la République : RPR)، وعمل كمستشار نافذ لجاك شيراك قبل أن يبتعد عنه. شغل منصب وزير للداخلية خلال فترة حكم حكومتي التعايش الأوليتين من 1986 إلى 1988 ثم من 1993 إلى 1995. عرف بمعارضته لمعاهدة ماستريش ونضاله من أجل بقاء فرنسا مستقلة عن أوروبا.

## روابط خارجية
- شارل باسكوا على موقع الموسوعة البريطانية (الإنجليزية)
- شارل باسكوا على موقع مونزينجر (الألمانية)
- شارل باسكوا على موقع ديسكوغز (الإنجليزية)